# Aanslag op de Mar Eliaskerk in Damascus
Bij de aanslag op de Mar Eliaskerk in Damascus op 22 juni 2025 zijn ten minste 25 mensen gedood en 63 verwond. Volgens het Syrische ministerie van Binnenlandse Zaken is Islamitische Staat verantwoordelijk voor de zelfmoordaanslag, terwijl een groep die zichzelf Saraya Ansar al-Sunnah noemt, de verantwoordelijkheid voor de aanslag opeiste.

## Gebeurtenissen
Op 22 juni 2025 opende een zelfmoordterrorist het vuur op kerkgangers in de Grieks-orthodoxe Mar Eliaskerk in Damascus. Vervolgens bracht hij bij de ingang van de kerk zijn bomvest tot ontploffing. Ten tijde van de aanslag waren 350 gelovigen in de kerk aan het bidden tijdens een liturgie. Een priester meldde dat er een tweede schutter in de kerk was.

Mar Eliaskerk na de aanslag